# Corrado Cagli
Corrado Cagli (* 23. Februar 1910 in Ancona; † 28. März 1976 in Rom) war ein italienischer Künstler.

## Leben
Corrado Cagli wurde 1910 in Ancona als Sohn von Alfredo Cagli und Ada Della Pergola geboren. 1915 zog er mit seiner Familie nach Rom. Er interessierte sich schon früh für Malerei und einige seiner Kinderzeichnungen wurden im Corriere dei Piccoli veröffentlicht, an dem seine Mutter mitarbeitete. Als Autodidakt schuf er 1928 ein (mittlerweile zerstörtes) Wandgemälde für den Versammlungsraum der faschistischen Ortsgruppe Campo Marzio-Trevi. Ab 1929 arbeitete er in der Keramikfabrik Rometti in Umbertide, die er später leitete.
Ab 1930 beteiligte er sich an Ausstellungen, ab 1931 widmete er sich der Staffeleimalerei, 1932 hatte er seine erste Einzelausstellung in Rom. Mit Adriana Pincherle, Giuseppe Capogrossi und Emanuele Cavalli bildete er 1932 die Gruppo dei nuovi pittori romani („Gruppe der neuen römischen Maler“), die 1933 in Mailand und Paris ausstellte und die sich ausdrücklich gegen die Novecento-Gruppe stellte.
In Mailand besuchte er das Atelier von Arturo Martini, wo Mirko Basaldella arbeitete, der später sein Freund, Mitarbeiter und Schwager wurde. 1933 wurde er zur Triennale in Mailand eingeladen, für die er das Fresko Kriegsvorbereitungen im Vestibül des neuen Ausstellungsgebäudes schuf. Im selben Jahr steuerte er Texte und Zeichnungen für die Mailänder Zeitschrift Quadrante bei. In einem berühmten Artikel lobte er die soziale Funktion der Kunst und hoffte auf die Verbindung der Malerei mit der rationalen Erklärung der Architektur verbindet. Er kritisierte den „klassischen und archaischen“ Neoformalismus des 20. Jahrhunderts und wurde Teil einer Debatte, an der unter anderem auch Mario Sironi beteiligt war. 
Für die Weltfachausstellung Paris 1937 schuf er mit Unterstützung seines Mitarbeiters Afro Basaldella eine Reihe großer Gemälde in Enkaustiktempera auf Wabenplatten für den Vorraum des italienischen Pavillons. Ab Anfang 1937 verschärften sich die Angriffe der faschistischen Presse gegen den jüdischen Künstler und seine Werke, die als „entartet“ diffamiert wurden. Die Eröffnung einer New Yorker Dependance der römischen Galerie La Cometa und die häufigen Kontakte nach Paris ermöglichten ihm Ende 1938 Italien zu verlassen. Nach einem einjährigen Aufenthalt in Frankreich zog er mit seiner Schwester Ebe nach New York. 1941 wurde er amerikanischer Staatsbürger, meldete sich als Freiwilliger zur Armee und kämpfte im Zweiten Weltkrieg in Europa, wo er unter anderem an der Landung in der Normandie und der Befreiung des KZ Buchenwald beteiligt war.
Von 1946 bis 1948 lebte er wieder in New York und kam mit verschiedensten künstlerischen Richtungen wie Postkubismus, Expressionismus oder Surrealismus und Techniken wie Collage und Frottage in Kontakt. 1948 kehrte er nach Italien zurück. Er hatte ein Atelier auf dem Aventin in Rom und stand in Austausch mit Künstlern wie Mirko Basaldella, Giuseppe Capogrossi, Alberto Burri und Renato Guttuso.

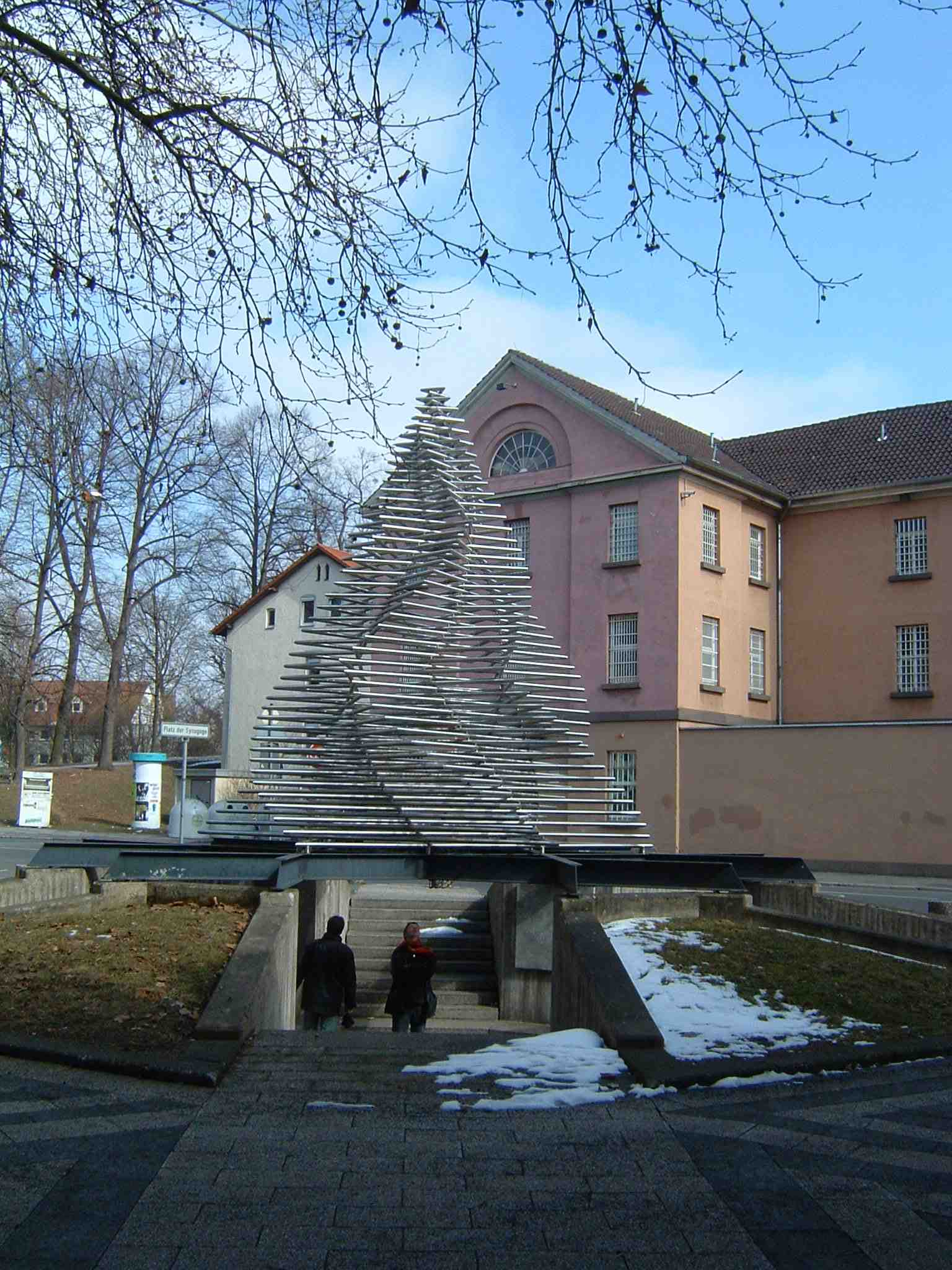
Mahnmal am Platz der Synagoge in Göttingen

Cagli war künstlerisch sehr vielseitig tätig und schuf Wandmalereien, Zeichnungen, Buchillustrationen, Keramiken und Skulpturen, sowohl figurativer als auch abstrakter Natur. Er arbeitete als Bühnenbildner mit bedeutenden Regisseuren und Choreografen wie George Balanchine in New York, Aurel von Milloss in Rom, für den Maggio Musicale Fiorentino, die Wiener Staatsoper oder die Mailänder Scala sowie für zwei Szenen des Films Die Bibel von John Huston.
Von 1970 bis 1973 schuf er das Mahnmal am Platz der Synagoge, dem Standort der 1938 zerstörten ehemaligen Synagoge in Göttingen, seine erste und einzige Skulptur im öffentlichen Raum. Die fünfeinhalb Meter hohe, in sich gedrehte Stahlplastik auf der Grundform eines Davidsterns erinnert an die Umrisse einer Flamme.

## Schriften
- La notte dei cristalli. Magma, Roma 1975.
- Tizian. Rizzoli Editore, Mailand 1969.

## Ausstellungen
- Galleria P. M. Bardi, Rom, 1932
- Galleria del Milione, Mailand, 1933
- Galerie J. Bonjean, Paris, 1933
- Triennale von Mailand, 1933
- Galleria La Cometa, Rom, 1935
- Biennale von Venedig, 1936
- Triennale von Mailand, 1936
- Weltausstellung Paris 1937
- Biennale von Venedig, 1938
- Civic Center Museum, San Francisco, 1941
- Biennale von Venedig, 1948
- Quadriennale di Roma, 1959
- Biennale von Venedig, 1964
- Civia Galleria d’Arte Moderna, Mailand, 1965
- Kunstverein Göttingen, 1970[3]

## Werke

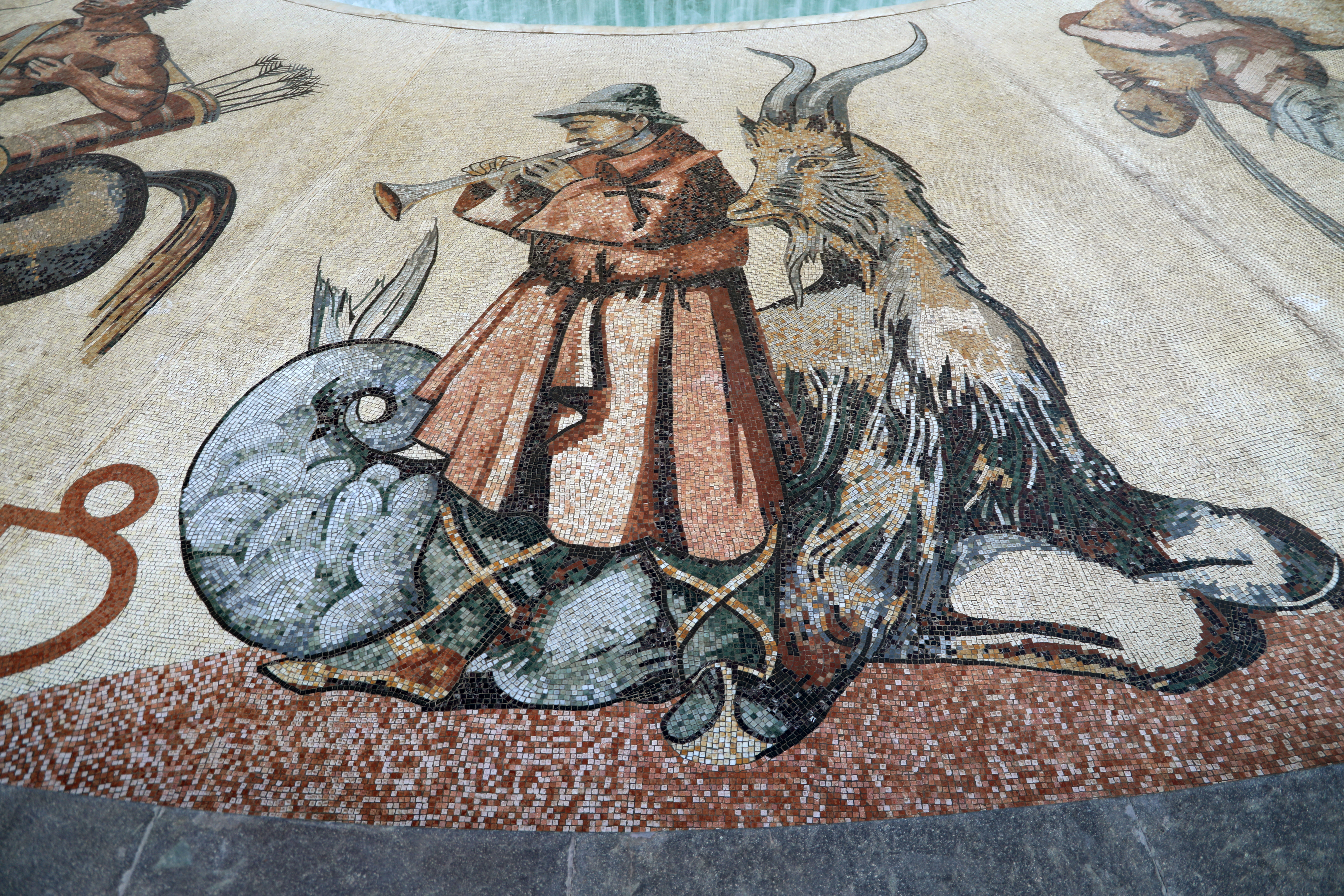
Mosaik Tierkreiszeichen Steinbock, Fontana dello Zodiaco, Terni, 1934

- Fresko Battaglia del grano („Weizenschlacht“), Haus Mavarelli-Reggiani, Umbertide, um 1930
- Fresko Preparativi per la guerra („Kriegsvorbereitungen“) im Vestibül des Ausstellungsgebäudes der Mailänder Triennale, 1933 (zerstört)
- Mosaikdekoration mit den Symbolen des Tierkreises für den Boden des Brunnens auf der Piazza Tacito in Terni, 1934
- Wandbild La corsa dei berberi am Hauptsitz der Balilla in Rom, 1935
- Tafeln La battaglia di Solferino e San Martino („Die Schlacht von Solferino und San Martino“) für die Mailänder Triennale 1936 (heute in den Uffizien in Florenz[4])
- Disegni di guerra („Kriegszeichnungen“), 1944/45
- künstlerische Ausgestaltung des Schiffs Leonardo da Vinci, um 1960 (zusammen mit anderen Künstlern)[2]
- Sgraffito per il Museo Monumento al Deportato Politico e Razziale in Carpi, um 1970[2]
- Mahnmal am Platz der ehemaligen Synagoge in Göttingen, 1973